# Ivan Brozovič
Ivan Brozovič, slovenski časnikar in politik, * 13. september 1858, Ljubljana, † 3. maj 1898, Ljubljana.
Izučil se je za krojača in kot pomočnik delal v Avstriji in Nemčiji, kjer se je navzel socialnodemokratskih nazorov. Po vrnitvi v Ljubljano je deloval v Delavskem društvu, sprva kot knjigovodja leta 1884 pa bil izvoljen za predsednika društva. Bil je urednik edine številke lista Novi čas (1889), Delavca (1894) in edine številke Zarje (1897). Kot eden začetnikov socialističnega gibanja na Slovenskem je v Ljubljani 15. in 16. avgusta 1896 sodeloval na ustanovnem kongresu Jugoslovanske socialnodemokratske stranke.